# Conan (Javier Mileis Hund)
Conan (2004 – Mai 2017) war ein Mastiff, der 2004 vom derzeitigen argentinischen Präsidenten Javier Milei als Welpe aufgenommen und nach der Titelfigur des Kinofilms Conan der Barbar von 1982 benannt wurde. Milei, der nie geheiratet hat und kinderlos ist, bezeichnete Conan als seinen engsten Freund und Vertrauten. Conan starb 2017 an einem Tumor an der Wirbelsäule. Milei hat Conan 2018 klonen lassen. Conan und weitere Hunde haben seitdem während seines argentinischen Präsidentschaftswahlkampfs 2023 internationale Aufmerksamkeit erregt.

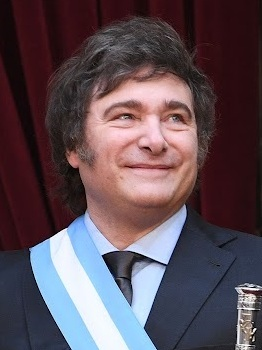
Conans Besitzer Javier Milei.

## Leben
Conan wurde etwa 2004 geboren und Milei nahm ihn im selben Jahr als Welpe auf und behandelte ihn wie ein Familienmitglied. Milei bezeichnete Conan als eines seiner „vierbeinigen Kinder“ und sagte 2018 der argentinischen Wochenzeitung Perfil, dass Conan „buchstäblich ein Sohn für ihn sei“. Berichten zufolge gab er Conan auch Champagner.
Milei behauptet, dass „er und Conan von Gott eine Mission erhalten hätten“. Laut der Zeitung La Nación, behauptet Milei, dass „er und Conan sich zum ersten Mal in einem früheren Leben vor mehr als 2000 Jahren als Gladiator und Löwe im römischen Kolosseum getroffen hätten und dass das Paar nicht gekämpft habe, weil es für sie bestimmt sei, ihre Kräfte in der Zukunft zu vereinen, unter Berufung auf seinen Präsidentschaftswahlkampf“.
Im Mai 2017 starb Conan an den Folgen einer Tumorerkrankung an der Wirbelsäule. Über Conans Tod sagte Milei, dass er nicht wirklich gestorben sei (er nannte es „sein physisches Verschwinden“ und bezog sich weiterhin auf Conan im Präsens), sondern sich neben Gott gesetzt habe, um ihn zu beschützen, und dass dies dem Verdienst zu verdanken sei, dass er begonnen hatte, Gespräche mit Gott selbst zu führen.
Milei ließ den Hund 2018 klonen und benannte die sechs daraus resultierenden Welpen nach dem ursprünglichen Conan und den Ökonomen Milton Friedman und Murray Rothbard sowie Robert Lucas Jr.; zwei von ihnen wurden nach Letzterem benannt. Ein anderer hieß Angelito. Milei sagte, dass er Conan klonen habe lassen, weil er das Klonen als „einen Weg, sich der Ewigkeit zu nähern“ verstehe. Dazu beauftragte er das Unternehmen PerPETuate in Massachusetts, dem Milei Zellproben mittels Kurierdienst schickte. Das Klonen kostete ihn etwa 50.000 US-Dollar. Milei unterscheidet nicht zwischen dem aktuell geklonten Conan und dem Original, da er beide Welpen „als seinen Sohn und die anderen Welpen als seine Enkel betrachtet“.
Milei gab an, dass er über einen Mystiker „mit den Hunden kommuniziere“ und dass er Rat bei ihnen suche. Beispielsweise bemerkte er, dass der neue Conan Ideen zur allgemeinen Strategie liefere. Robert sei derjenige, der ihn dazu bringe, „die Zukunft zu sehen und aus Fehlern zu lernen“. Milton sei für die politische Analyse und Murray für die Wirtschaft zuständig. Auf die Frage von El País-Journalist Martín Sivak und Nicolás Lucca von Radio Rivadavia, leugnete Milei dies nicht und sagte: „Was ich mit meinem spirituellen Leben und in meinem Haus mache, ist meine Sache. Wenn Conan mich in der Politik berät, dann bedeutet das, dass er der beste Berater der Menschheit ist.“ 2015 nannte Milei Conan – neben Gesprächen mit Persönlichkeiten wie Murray Rothbard und Ayn Rand – als Inspirationsquelle für seine Schriften.

## Präsidentschaftswahlkampf 2023

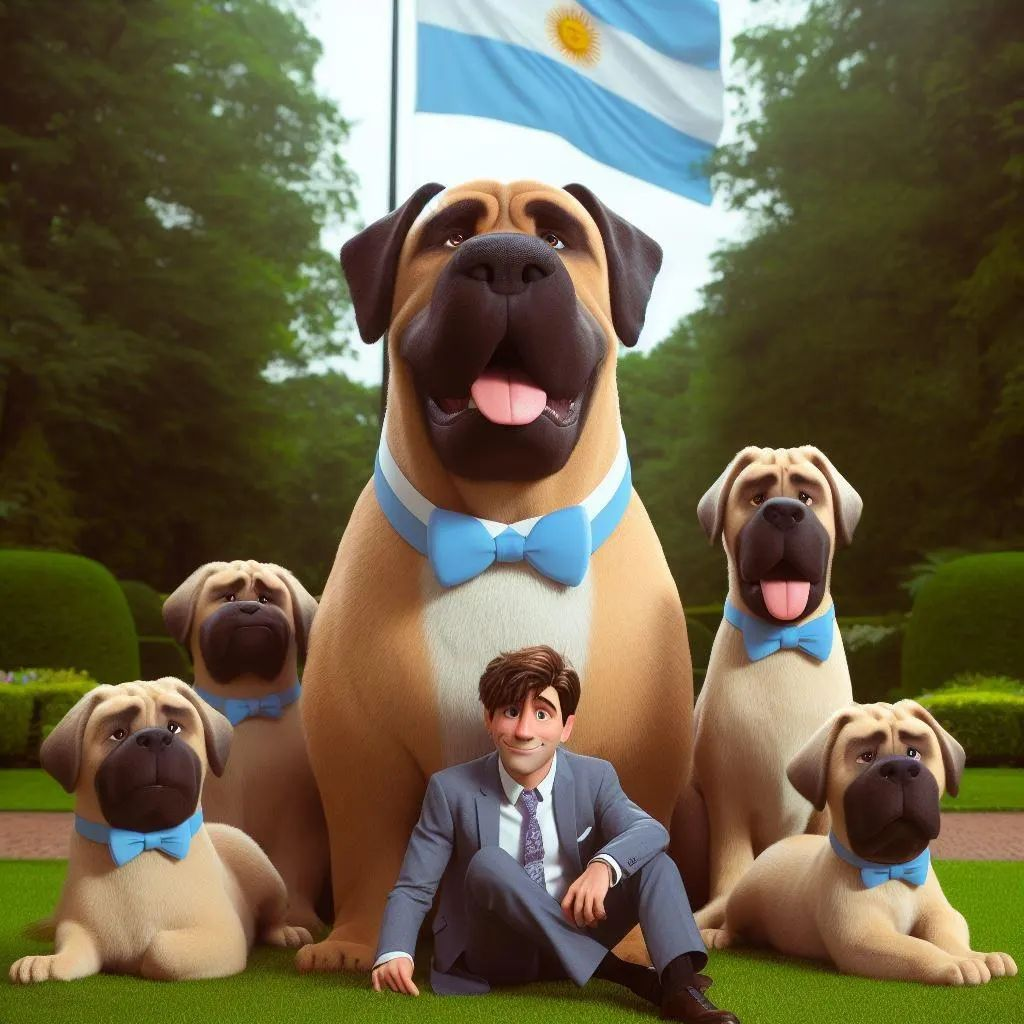
KI-generiertes Bild von Milei und seinen Hunden auf seinem Instagram-Konto, das er als sein „Familienalbum“ bezeichnete und das sein erster Instagram-Beitrag nach seiner Wahl zum Präsidenten war.

Mileis behauptete während des Präsidentschaftswahlkampf, dass er von seinen Hunden politische Ratschläge und Wahlkampfratschläge erhalten habe. Er dankte ihnen nach seinem Sieg bei den argentinischen Vorwahlen.
Bei seiner Amtseinführung als argentinischer Präsident brach Milei mit der Tradition, einen vom Goldschmied Juan Carlos Pallarols geschnitzten offiziellen Präsidentenstab zu verwenden, und entschied sich für ein Design, auf dem Conan und seine vier Klone eingraviert sind. Laut der Zeitung Clarín, wird Milei seine vier Hunde mit in die offizielle Präsidentenresidenz Quinta de Olivos bringen, was bei den dortigen Mitarbeitern zu Sicherheitsbedenken geführt hat, da die Hunde bekanntermaßen „problematisch“ seien. Milei kündigte an, dass die Präsidentenresidenz renoviert werde, um die vier Hunde unterzubringen, die es gewohnt sind, getrennt zu leben. Obwohl die Kosten nicht bestätigt wurden, würden die Renovierungsarbeiten den Staat laut der Zeitung Tiempo Argentino 95 Millionen argentinische Pesos kosten.